# Timur Bižoev
Timur Aslanovič Bižoev (in russo Тимур Асланович Бижоев?; Nartkala, 22 marzo 1996) è un lottatore russo, specializzato nella lotta libera.

## Biografia
Ai campionati europei di Bucarest 2019 ha guadagnato la medaglia di bronzo nella categoria -74 kg.
Ha rappresentato la Federazione russa di lotta ai mondiali di Oslo 2021, dove ha vinto la medaglia di bronzo nel torneo dei -74 kg.

## Palmarès
| Anno                                               | Manifestazione   | Sede      | Evento | Risultato | Note |
| -------------------------------------------------- | ---------------- | --------- | ------ | --------- | ---- |
| In rappresentanza della Russia                     |                  |           |        |           |      |
| 2013                                               | Mondiali cadetti | Zrenjanin | 69 kg  | Bronzo    |      |
| 2018                                               | Mondiali U23     | Bucarest  | 74 kg  | Bronzo    |      |
| 2019                                               | Europei          | Bucarest  | 74 kg  | Bronzo    |      |
| In rappresentanza della Federazione russa di lotta |                  |           |        |           |      |
| 2021                                               | Mondiali         | Oslo      | 74 kg  | Bronzo    |      |